# ウィルソン・ハリントン彗星
ウィルソン・ハリントン彗星 (107P/Wilson-Harrington) またはウィルソン・ハリントン (4015 Wilson-Harrington) は、アポロ群に分類される彗星・小惑星遷移天体。アルファベット表記すると17文字で、小惑星番号を持つ天体としては最も長い名前が付けられている。
1949年11月19日、パロマー天文台でアルバート・ウィルソンとロバート・ハリントンによって新彗星が発見されたが、3回写真観測された後に見失われてしまい、将来の回帰を予測できるような軌道を推定するのに十分なデータを得ることができなかった。
1979年11月15日、パロマー天文台でエレノア・ヘリンによって新しい地球近傍小惑星 (NEO) として発見され、1979 VAという仮符号を与えられた。1988年12月20日にも再観測され、小惑星4015番として登録された。
1992年8月13日、1979 VAの確定した軌道を元に、1979年以前に撮影された写真乾板の中から写っている可能性があるものを調査した結果、1949年に発見され見失われていた彗星と同一の天体であったということが報告された。この天体は周期彗星107番としても登録され、彗星の命名規則に従って発見者の名前で呼ばれることになった。
1949年に撮影された写真では彗星としての特徴を見せているが、それ以後の写真では普通の星のような姿しか写っておらず、ごくまれに増光（アウトバースト）を起こす不活発な彗星だということを示しているようである。離心率は約0.63で、遠日点では火星軌道を超えてメインベルトの外縁にまで至るが、近日点では地球軌道の内側まで入り込むため、NEOや潜在的に危険な小惑星 (PHA) とされている。
アメリカ航空宇宙局 (NASA) が打ち上げたディープ・スペース1号は2001年3月にウィルソン・ハリントン彗星の近接探査を行うことを計画していたが、トラブルで予定の軌道に乗れず目標をボレリー彗星に変更した。また、NEAR計画の延長ミッションの探査候補天体として挙げられたこともある。日本でも、MUSES-C（はやぶさ）後継機の探査対象候補として検討された。